# Triplophysa bashanensis
Triplophysa bashanensis és una espècie de peix de la família dels balitòrids i de l'ordre dels cipriniformes.
Fa 10,7 cm de llargària maxima. És un peix d'aigua dolça, demersal i de clima subtropical, el qual viu a un afluent del riu Jialing a Shaanxi (la Xina). És inofensiu per als humans.